# Lesión molecular

Representación del ADN

Una lesión molecular es un tipo de daño a la estructura de una molécula biológica como ADN, enzimas, o proteínas que resultan en la reducción o ausencia de la función normal, o en casos especiales, la ganancia de una función nueva. Lesiones en ADN consisten de roturas y otros cambios en la estructura química de la hélice, mientras lesiones en proteínas consisten en enlaces rotos y en el doblar incorrecto del aminoácido. Ver reparación del ADN para métodos de reparar las lesiones moleculares.
- Datos: Q6896010